# 阿部達也
阿部達也（あべ　たつや、1965年10月26日 - ）は、日本の大阪府茨木市出身の元バスケットボール選手で、Bリーグ大阪エヴェッサGM(ジェネラルマネジャー)、ブラインドサッカー女子日本代表チーム部長、京都大学発スタートアップベンチャー株式会社ヘルステック研究所 代表取締役。

## 来歴
1965年大阪府に生まれる。茨木市立東雲中学校では大阪3位、大阪府立茨木高等学校では大阪3位、その後進学した京都大学工学部衛生工学科では関西7位、関西選抜大会・2年連続得点王、7帝戦・3年連続得点王となる。1988年、京都大学卒業後株式会社リクルート（現：株式会社リクルートホールディングズ）へ入社、2005年に退社。リクルート在任中は1994年より日本プロバスケットボールの連盟理事、および日本学生バスケットボール連盟理事を務めた。JBA特任委員2011年～2012年、JBA参与。2016年、bjリーグがBリーグに統合され株式会社日本プロバスケットボールリーグの専務取締役を退任すると同時に株式会社スポクリを設立し代表取締役に就任。スポーツや健康、地域活性化に関わる業務を担いつつバスケットボールを中心にスポーツ団体の理事等に就任。2017年、京都大学発スタートアップベンチャー株式会社ヘルステック研究所 を設立し、代表取締役に就任。京都大学と共同研究を実施し、PHR（パーソナル・ヘルス・レコード）の研究と実践を行なっている。一般社団法人PHR普及推進協議会の理事として、関係省庁と連携し、PHRの普及・啓発活動を行なっている。2019年、B1クラブの京都ハンナリーズのGMの契約が解除になり、B1クラブの大阪エヴェッサのGMに就任。2021年、かねてよりアドバイザーを務めていたNPO法人日本ブラインドサッカー協会のブラインドサッカー女子日本代表チーム部長に就任。

## 人物
幼少期から走るのが得意で、中学では持ち前の運動神経の良さをバスケット部顧問である担任が見抜きバスケット部入部を進められる。本来は陸上部に入部希望であったが、進学した中学校には陸上部がなかった。なお中学では大阪3位の実績を残す。京都大学においては関西7位、関西選抜大会・2年連続得点王、7帝戦・3年連続得点王の実績を残す。大学を卒業後、株式会社リクルートに入社。94年よりJBL（バスケットボール日本リーグ）の設立準備室企画担当、大阪府バスケットボール協会理事、関西学生バスケットボール連盟理事、日本学生バスケットボール連盟（現：全日本大学バスケットボール連盟）理事を兼務する。2004年の4月には、プロ化を目指したい新潟アルビレックスBBと埼玉ブロンコスの2チームがJBLの脱退を宣言し、「協会がやらないなら自分たちでやろう」と、河内敏光（後のbjリーグコミッショナー）とともに準備を進め、株式会社日本プロバスケットボールリーグを設立。2005年11月5日、bjリーグが開幕する。日本リーグの後進に当たるNBL（ナショナルバスケットボールリーグ）COOを務めた山谷拓志はリクルート時代の後輩にあたる。
当初6チーム、年間動員26万人でスタートしたが最終年度にはbjリーグの当初の目標である年間動員100万人、24チーム体制を達成。ファイナルを11年間開催した有明コロシアムは最終3年間は収容人数の1万人を超え満員御礼となる。bjリーグは、アリーナスポーツのプロリーグの大いなる挑戦であり、当時日本では実現不可能と思われていたホーム＆アウェイ方式と球団の自立運営を実現した。また、NBAをはじめアメリカの４大スポーツが実施しているリーグが放映権等の権利を集約し、マネタイズを最大化する構造を構築した。

bjリーグ全チームのBリーグ移籍に尽力し、完了すると共に辞任。スポーツ界発展の為、知見を活かしコンサルタントの会社を設立する。
地元京都のB1クラブの京都ハンナリーズのGMを務める傍、パラリンピック種目のブラインドサッカー協会のアドバイザーを務める。卓球のプロリーグ設立準備室とコンサルティング契約を結び、bjリーグの設立・運営のノウハウを提供し、Tリーグの設立に貢献した。また、bjリーグ時代よりアリーナを核にした街創りに共感し、スポーツ未来開拓会議などで情報発信すると共に実際のアリーナ建設に携わるため設計建設会社の執行役員に就任。
株式会社ヘルステック研究所 では、AMED(国立研究開発法人日本医療研究開発機構)のPHRに関する受託事業や京都大学産学連携本部のインキュベーションプログラム事業採択を受け、PHRの研究を行い、その成果物として2020年に『健康日記』アプリをリリース。『健康日記』アプリは、生涯に渡る個人の健康を記録する機能を持ち、コロナ禍において個人や集団の体温などの健康観察を実施するために利用され、マスコミ等に取り上げられて保健所、自治体、病院、学校などで広く利用されている。2019年大阪エヴェッサのGMに就任する際、HCに天日謙作氏が復帰した。天日氏とは高校時代大阪府内でインターハイをかけた試合でマッチアップをし、旧知の仲である。2021年日本ブラインドサッカー協会より、女子日本代表チームの部長の打診を受け、ブラインドサッカーの競技経験や女子チームのマネジメント経験はなく、初めてのことであったが、ブラインドサッカー協会が標榜する障がい者と健常者が当たり前に混ざり合う社会の実現や、多様性と包括性（Ｄ＆Ｉ）の理念に深く共感したことが大きく、受託した。

## 社歴
- 1988年4月 株式会社リクルート（現：株式会社リクルートホールディングズ）入社
- 2004年
  - 4月 有限責任中間法人日本プロバスケットボールリーグ設立準備研究会設立
  - 7月 有限責任中間法人日本プロバスケットボールリーグ設立準備室に改称
- 2005年 3月 株式会社日本プロバスケットボールリーグ設立・取締役就任
- 2011年11月 株式会社日本プロバスケットボールリーグ専務取締役就任
- 2016年
  - 6月
    - 株式会社スポクリ代表取締役社長就任（現任）
    - JSC株式会社執行役員就任
    - スポーツコミュニケーションKYOTO 株式会社（京都ハンナリーズ）強化編成担当部長
- 2017年3月 株式会社ヘルステック研究所 代表取締役（現任）
- 2019年4月 ヒューマンプランニング株式会社 大阪エヴェッサGM（現任）

## 競技団体等
- 2013年7月 公益財団法人日本バスケットボール協会 参与
- 2016年
  - 6月 特定非営利活動法人 日本ブラインドサッカー協会アドバイザー（現任）
  - 7月
    - 一般社団法人 近畿バスケットボール協会 理事
    - 京大データヘルス研究所事務局事務局長（現任）
- 2017年6月
  - 関西学生バスケットボール連盟　理事（現任）
  - 全日本大学バスケットボール連盟　理事
- 2019年10月
  - 一般社団法人PHR普及推進協議会　理事（現任）
- 2021年2月
  - ブラインドサッカー女子日本代表チーム　部長（現任）